# Alfredo Spadavecchia
Alfredo Spadavecchia (né le 3 août 1919 à Foggia dans les Pouilles et mort en mars 1984 à Albenga en Ligurie) est un joueur italien de football, qui évoluait au poste de milieu de terrain.
Au cours de sa carrière, Spadavecchia a évolué avec les clubs du Libertas Rimini, de la Juventus (y jouant son premier match le 16 janvier 1944 au cours d'un match nul contre Alexandrie 2-2), de Savillan, de Biellese, de l'AS Bari, du Novara Calcio, du Valle d'Aosta Calcio, du Carrarese en Italie, avant de terminer sa carrière en France à l'AS Saint-Étienne.

## Palmarès
Juventus
- Championnat d'Italie :
  - Vice-champion : 1945-46.